# Britanske podmornice klase K
Klasa K je klasa britanskih parno-turbinskih flotnih podmornica. Iako nijedna podmornica ove klase nije izgubljena u borbi tijekom Prvog svjetskog rata, velik broj ih je doživio različite nesreće tijekom svoje službe.

## Razvoj
U proljeće 1913. godine u sklopu napora da se izgradi flotna podmornica sposobna za površinsku brzinu od 20 čv i više, gradile su se eksperimentalne podmornice Nautilus i Swordfish, a već je bio potpisan ugovor o izgradnji klase J. Međutim, brzine koje će uspjeti postići ove podmornice neće preći 17, 18 i 19,5 čvorova. Istodobno, Admiralitet spoznaje da je prvobitni zahtjev za brzinom flotnih podmornica prenisko postavljen pa u svojim sljedećim planskim dokumentima taj zahtjev podiže na minimalno 24 čvorova.
 
Nekako u isto vrijeme DCN (direktor izgradnje flote) je započeo razmatrati projekt parno-turbinski pokretane podmornice od 1700 tona deplasmana i 103 m duljine. Projekt je uključivao sustav od dvije pramčane i četiri bočne torpedne cijevi kalibra 21 inč (533 mm). Prema idejnom projektu ova podmornica bi imala instaliranih 10 000 KS što bi joj omogućilo postizanje površinske brzine od 24 čvora. Na jednoj od tehničkih konferencija Admiraliteta odlučeno je da se ne ide u daljnji razvoj projekta koji je ponudio DCN iz sljedećih razloga:
- skoro trostruko povećanje deplasmana u odnosu na postojeće podmornice koje su bile tadašnja okosnica podmorničarske flote (klasa E od 660 t deplasmana)
- uporaba isključivo parne propulzije za površinsku plovidbu nije bilo prikladno rješenje. Uz to čekali su se rezultati ispitivanja parno-turbinskog postrojenja ugrađenog na eksperimentalnoj podmornici Swordfish koje je bilo 2,5 puta manje snage (samo 4000 KS),
- problemi s nadzorom podmornice u podvodnoj plovidbi.

U proljeće 1915. (15. travnja) Vickersov projektni ured ponudio je Admiralitetu svoj novi prijedlog flotne podmornice. Sažetak ovog prijedloga može se predočiti u nekoliko najvažnijih odlika:
- Podmornica velikih vanjskih izmjera, više od 100 m duljine i podvodnog deplasmana većeg od 2500 tona, velikog doplova;
- Konstrukcija trupa uporabom metode djelomično dvostrukog trupa i poprečnih vodonepropusnih pregrada;
- Ugradnja parno-turbinskog pogona za površinsku plovidbu i vršne brzine, električnih motora za podvodnu plovidbu te dodatnog dizel motora za punjenje baterije te propulziju podmornice neposredno prije urona i poslije izrona kada su parne turbine izvan pogona;
- Veliki broj torpednih cijevi uključujući i one ugrađene na palubi te ugradnja čak četiri palubna topa srednjeg kalibra.

### Izgradnja
Admiralitetu je ovaj prijedlog izgledao mnogo prihvatljiviji pa je 4. svibnja 1915. Vickers dobio zeleno svjetlo za nastavak rada na projektu i daljnju razradu projekta. Vrlo brzo došlo je do potpisivanja ugovora o izgradnji podmornica prema ovom projektu. Projekt je dobio oznaku K klase. Namjera mornarice bila je stvoriti respektabilnu flotilu ovih podmornica. U samo osam mjeseci od lipnja 1915. do veljače 1916. naručeno je čak 17 plovnih jedinica u čak sedam brodogradilišta.

Poslije su bile naručene još četiri podmornice koje su prema planu trebale dobiti oznake od K18 do K21. Međutim, njihova je gradnja otkazana, a umjesto toga su naknadno izgrađene prema projektu M klase. Podmornica K13 je potonula za vrijeme ispitnih plovidbi, a poslije vađenja i popravka dobila je oznaku K22. S ovom podmornicom zaključen je prvi podtip podmorničarske klase K.
Drugi podtip trebao je obuhvatiti još šest podmornica od K23 do K28. Od njih šest izgrađena je samo jedna - K26. Izgradnja podmornica K23, K25, K27 i K28 otkazana je 26. studenog 1918., a pojedine izgrađene sekcije za K24, K25 i K28 prebačene su u brodogradilište u Chatamu gdje su na kraju izrezane.

## Opis
Podmornice klase K odlikovale su se duljinom od 103,32, širinom od 8,1 i visinom trupa od 6,38 m. Građene tehnikom dvostrukog trupa, sa svojih osam vodonepropusnih odsjeka ove podmornice su bile predviđene za proračunski zaron na dubinu od 60 m. Eliptični poprečni presjek čvrstog trupa s cilindričnim krajevima osigurao je dovoljno prostora za smještaj propulzijskog postrojenja, oružnog sustava uz zadovoljavajući komfor za 65-članu posadu. Površinski deplasman klase K iznosio je 1980 a podvodni 2566 tona. Kompletan prostor između čvrstog i lakog trupa bio je iskorišten za smještaj deset balastnih tankova ukupnog kapaciteta 531 tonu. Osim njih u međuprostor je bilo ukomponirano i 16 tankova za gorivo kapaciteta 156 tona.

Zanimljivo je da su podmornice klase K nosile sa sobom dvije vrste dizelskog goriva: jedno specifične gustoće 0,93 i drugo specifične gustoće 0,896. Ovo drugo se krcalo u samo dva tanka u količini od 16 tona. Svi su tankovi bili izgrađeni u samokompenzirajućoj izvedbi. Svakako najzanimljiviji dio tehničke specifikacije ove klase odnosi se na njezino propulzijsko postrojenje koje je pokrivalo 35% ukupne duljine podmornice. Površinsku propulziju su osiguravale dvije parne turbine s ukupno 10 500 KS na osovinama koje su se okretale brzinom od 380 do 400 o/min. Zanimljivo je da su Parsons turbine ugrađene samo u podmornice koje je gradio Vickers. U sve ostale ugrađene su parne turbine tipa Brown-Curtis. Turbine su napajane parom iz dva kotla tipa Yarrow.

Uz parne turbine klasa K je bila opremljena i jednim dizelskim motorom od 800 KS (kakav je bio ugrađen na E klasu podmornica), koji je preko dinama punio električnu bateriju i osiguravao električnim motorima da u površinskoj plovidbi mogu pogoniti podmornicu brzinom 9 - 10 čvorova. Njegova primarna zadaća bila je osiguravanje propulzije podmornici neposredno nakon izrona dok kotlovi i parne turbine još nisu bile spremne preuzeti propulziju na sebe. U početku razvoja projekta razmišljalo se da ovaj motor pokreće vlastitu osovinu, ali se poslije od toga odustalo. Osim toga uporabom ovog motora na osovine se mogla u površinskoj plovidbi poslati dodatna snaga - što bi u konačnici rezultiralo povećanjem maksimalne brzine podmornice.
Podvodna plovidba riješena je ugradnjom četiri električna motora od po 360 KS svaki, koji su u dva tandema davali snagu na svoju osovinu. Električna baterija oksidnog tipa s ukupno 336 ćelija, podijeljenih u tri grupe po njih 112, osiguravala je brodski napon od 220 V. Zahvaljujući velikoj instaliranoj snazi podmornice ove klase uspjele su na ispitnim vožnjama na tzv. mjernoj milji postići brzine od 23,84 čv (K3) uz 405 o/min brodskih propelera. 

### Naoružanje
U izvornom projektu bila je predviđena ugradnja torpednih cijevi za torpeda kalibra 21 inč tj. 533 mm. Poslije se od toga odustalo u korist kalibra od 18 inča jer je novi dizajn ovih torpeda i torpednih cijevi omogućavao ukrcaj brojnijeg borbenog kompleta, ali i bolji taktički raspored raspoloživih cijevi. U konačnici, klasa K bila je opremljena s četiri pramčane i četiri bočne torpedne cijevi smještene po sredini podmornice. Na palubi su također bile ugrađene dvije okretne torpedne cijevi istog kalibra, ali su nešto poslije demontirane.

Topničko je naoružanje bilo mnogo brojnije i snažnije u odnosu na prethodne klase. Nakon nekoliko preinaka projekta, na klasu K ugrađena su ukupno tri topa - 2 topa od 4 inča (103 mm) i jedan od 3 inča (76 mm) s ukupnom pričuvom od 275 granata (175 + 100) za ove topove. Topovi su se uz pomoć hidropneumatskog sustava dizali i spuštali u svoje vodonepropusne komore pod palubom.

## Povijest uporabe
Odlukom Admiraliteta da se krene u izgradnju druge serije (K23 - K28) potvrđeni su i zahtjevi mornarice da se na njima obave određene preinake, koje su se pokazale potrebne tijekom eksploatacije prvog podtipa ove klase. Te preinake su se prije svega odnosile na promjenu kalibra torpeda i njegov taktički raspored, novi dizajn i raspored brodskih balastnih i ostalih tankova, što se u konačnici odrazilo na promjenu vanjskih dimenzija i deplasmana. S obzirom na to da je od planiranih šest izgrađena samo K26, u određenoj literaturi se ponegdje može naći i kao samostalna klasa.

Na podmornice klase K (koje su dobile interni nadimak The Kalamity Kays) ugrađeno je mnogo nove opreme i tehničkih rješenja, koja su se pokazala dobrim na drugim tipovima podmornica ili su bili svježe razvijeni. Isto tako, prilikom gradnje primijenjena su nova konstrukcijska načela tako da su izgrađeni tzv. by-pass prolazi kojima se npr. mogao izolirati prostor parnih kotlova. Strojarski prostori opremljeni su poboljšanim sustavom ventiliranja, centralnom ventilskom stanicom ali i hidropneumatskim sustavom koji je podizao i spuštao dimnjake parnih kotlova i ispuhe parnih turbina. U najvećoj mogućoj mjeri primijenjeni su telemotori za daljinsko upravljanje ventilima što je znatno skratilo vrijeme potrebno za pospremanje parnog pogona i pripremu za zaron. Vrijeme potrebno za spuštanje spomenutih dimnjaka i zatvaranje njihovih sigurnosnih poklopaca iznosilo je samo 30 sekundi. Sustav je bio pokriven elektromehaničkim senzorima koji bi signal o zatvorenosti ispušnog sustava prvo prosljeđivali u turbinski prostor a tek potom u brodsku centralu. Havarija i potapanje podmornice K13 bilo je uzrokovano prodorom vode kroz ventilaciju kotlovnice. Zbog toga je naknadno na sve preostale podmornice klase K ugrađen sustav koji je kompletno hermetizirao kotlovnicu od ostatka unutrašnjosti podmornice. Podmornica K26 imala je osim već spomenutih promjena gotovo posve identične pomoćne sustave ostalim podmornicama iz klase.